# Sonerila tuberosa
Sonerila tuberosa är en tvåhjärtbladig växtart som beskrevs av Carlo Hansen. Sonerila tuberosa ingår i släktet Sonerila och familjen Melastomataceae. Inga underarter finns listade i Catalogue of Life.